# Kamjaněcká věž
Kamjaněcká věž (bělorusky Камянецкая вежа, Камянецкі стоўп nebo také nesprávně Белая вежа) je nejzachovalejší obranná hradní věž, která je zároveň se svými 31 metry i nejvyšší v Bělorusku. Stavba probíhala v letech 1271—1288. Vež je monumentem románského slohu s prvky rané gotiky. Nachází se v obci Kamjaněc v Brestské oblasti v Bělorusku.
Stavba věže probíhala v letech 1271—1288 na kopci na levém břehu řeky Ljasnaja, kde bylo kdysi opevněné město obklopené hradbami a dřevěnou palisádou. Věž je hlavní turistickou atrakcí a jedinou památkou vojenské architektury ze třináctého století v Bělorusku.

## Architektura
Věž z konce třináctého století byla původně obklopena palisádou. Do hradu bylo možné vstupit bránou, která byla kryta darnicami po mostě přes vodní příkop. Na nádvoří kolem věže bylo dřevěné panství s přístavbou, vybavenou kuchyní a pekárenou. Uvnitř dřevěného hradiště byl zbudován i druhý stabilní přístavek, místodržitelský dům a budova sýpky. Všechny z těchto staveb, s výjimkou věže, byly dřevěné.
Věž je postavena z červených cihel na kruhovém půdorysu o průměru 13,5 m s tloušťkou stěny 2,5 m a s výškou 30 m. Věž je završena masivním cimbuřím. Stěny veže mají otvory s několika vysokými a úzkými mezerami. Pozůstatky věže jsou obloženy žebrovou klenbou, na jejich místě byly dřevěné ochozy na obranu. Interiér věže byl rozdělen dřevěnými mosty na pět podlaží. Od třetího patra vedou uvnitř cihlové zdi schody. Věž je charakteristická románským slohem s prvky rané gotiky. Sloužila jako hlavní hradní vež, nejvíce opevněná část hradu.

## Historie
Stavba probíhala v letech 1276—1288 stavitelem Alexejem na přání volyňského vévody Włodzimierza Wasilkowicze.
Hradiště s věží, původně patřící k Haličsko-volyňského knížectví, bylo kolem roku 1319 napadeno Litevci. V letech 1373, 1375 a 1379 se hradiště muselo bránit útokům německých rytířů, kteří brestskou zemi zpustošily. V roce 1382 jej obsadily vojska mazovského vévody Janusza I staršího, který jej obdržel jako věno od své manželky Danuty Anny (dcery Kęstutise), leč již o rok později jej zabral litevský kníže Vladislav II. Jagello, který poté hradiště brzy předal Witoldu Kiejstutowiczovi. V roce 1390 obléhal Vladislav II. Jagello město Kamjeněc, napadl Vytautase a zámek předal polskému rytíři Zyndramovi z Maszkowic.
V roce 1500 na hradiště neúspěšně zaútočila tatarská kavalérie Meñli I Giraye. Hradiště bylo částečně zničeno během polsko-ruské války v letech 1654—1667. Později bylo hradiště přestavěno, existovalo ještě v roce 1771 a jeho pozůstatky přežily do počátku devatenáctého století. Během restaurátorských prací v roce 1903 byl kolem veže vysypán val z kamení.
Ve věži se nyní konají muzejní prohlídky.

## Galerie

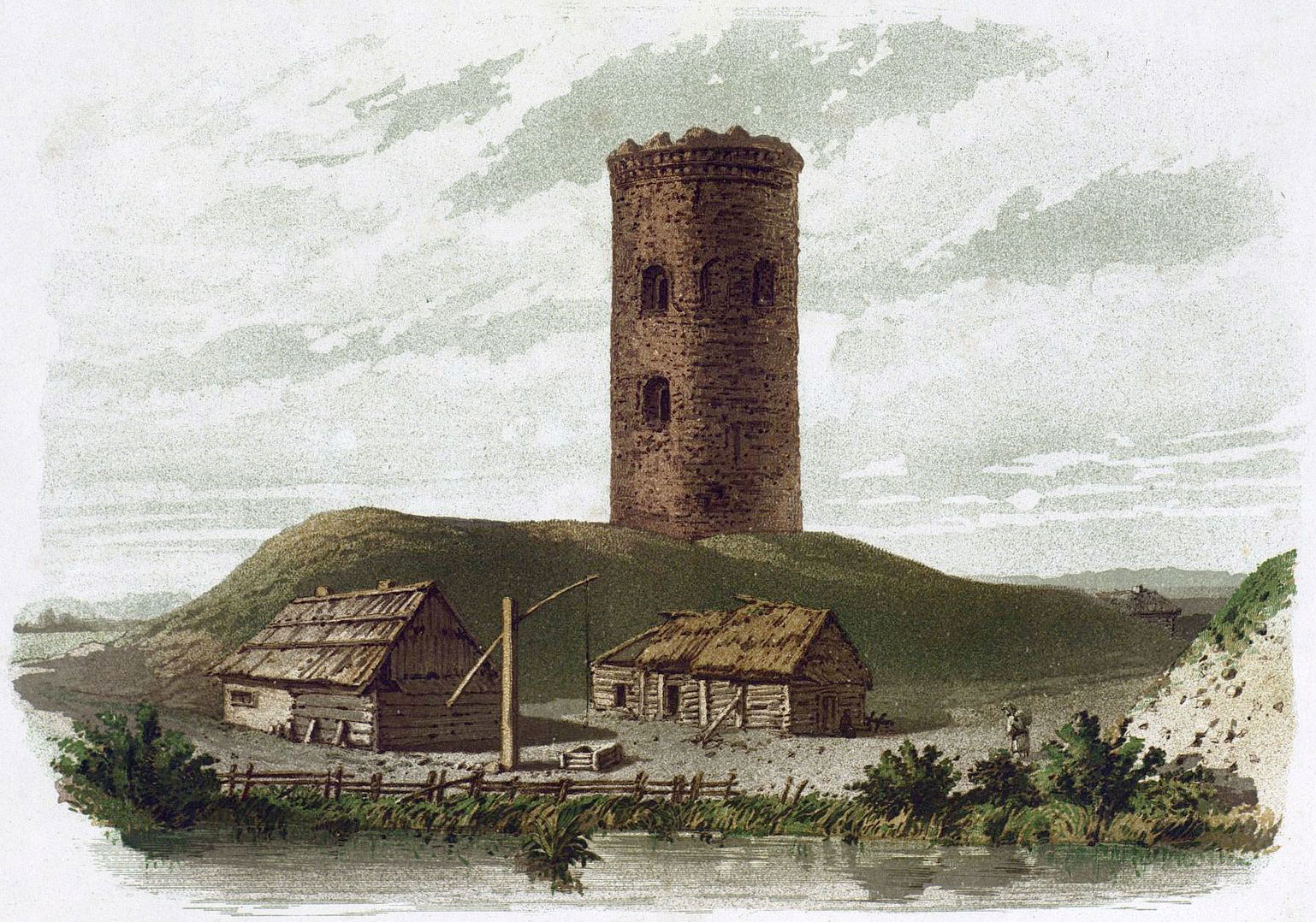
1. polovina 19. století
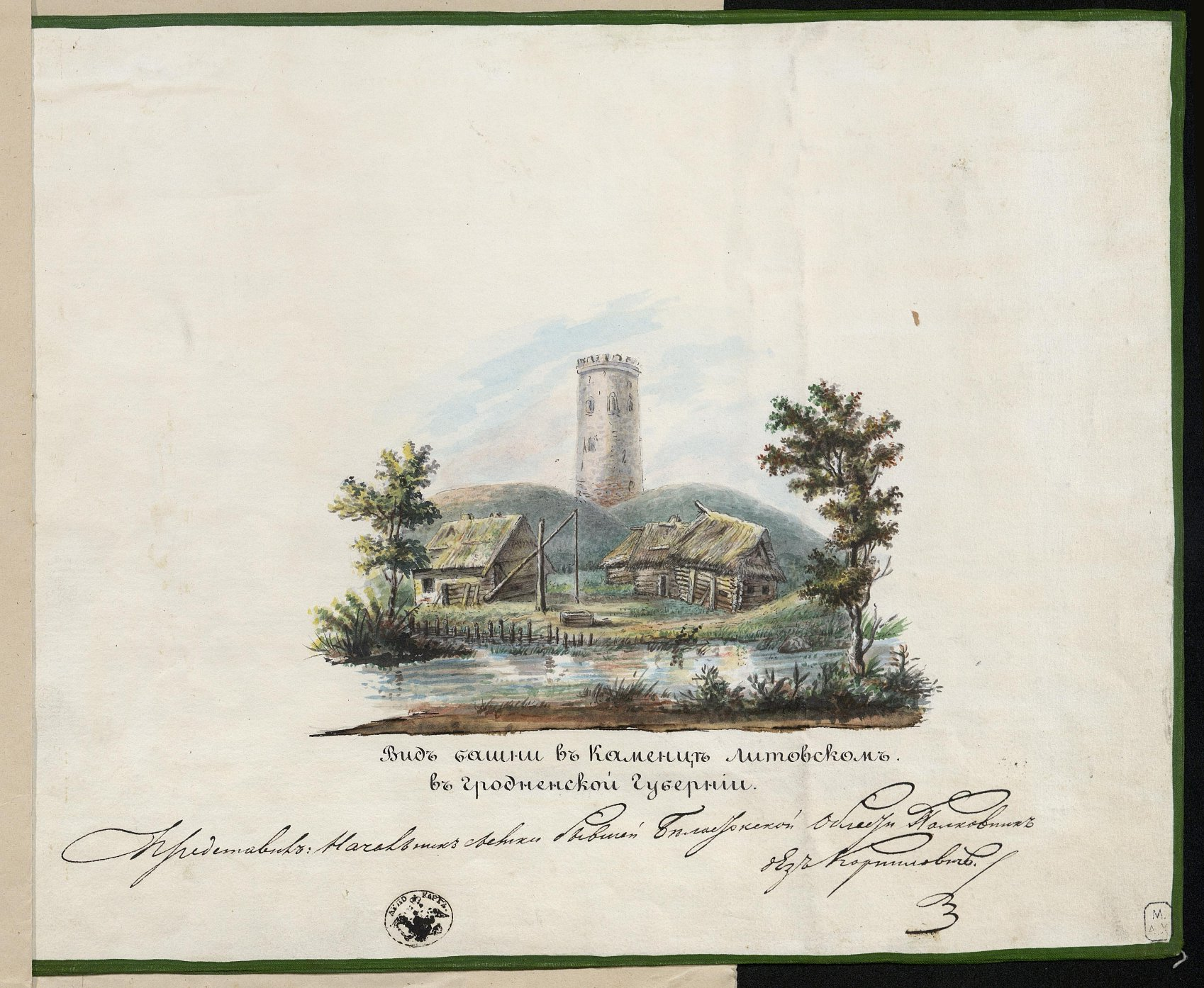
Malba z poloviny 19. století
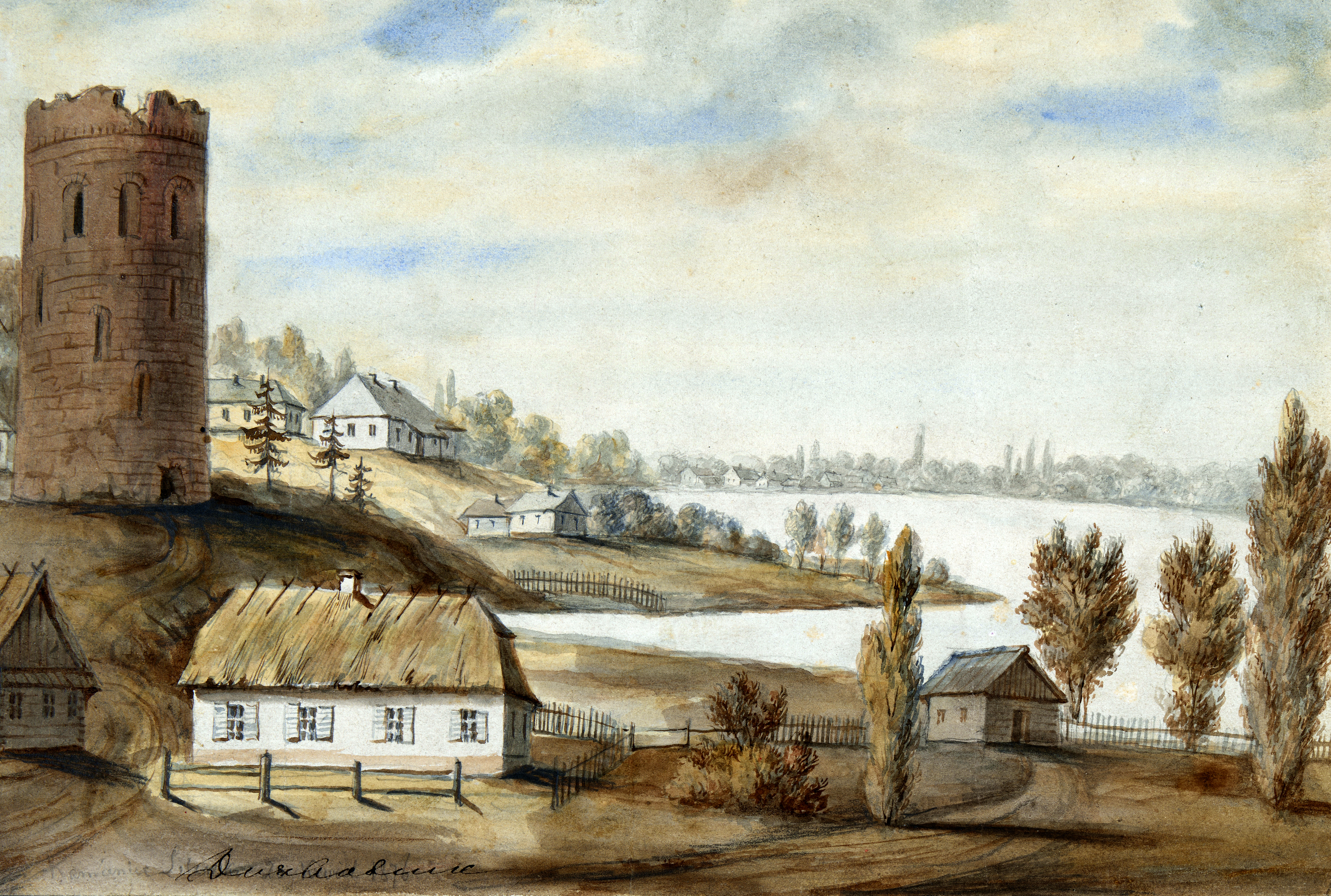
Malba Napoleona Ordy, 1876
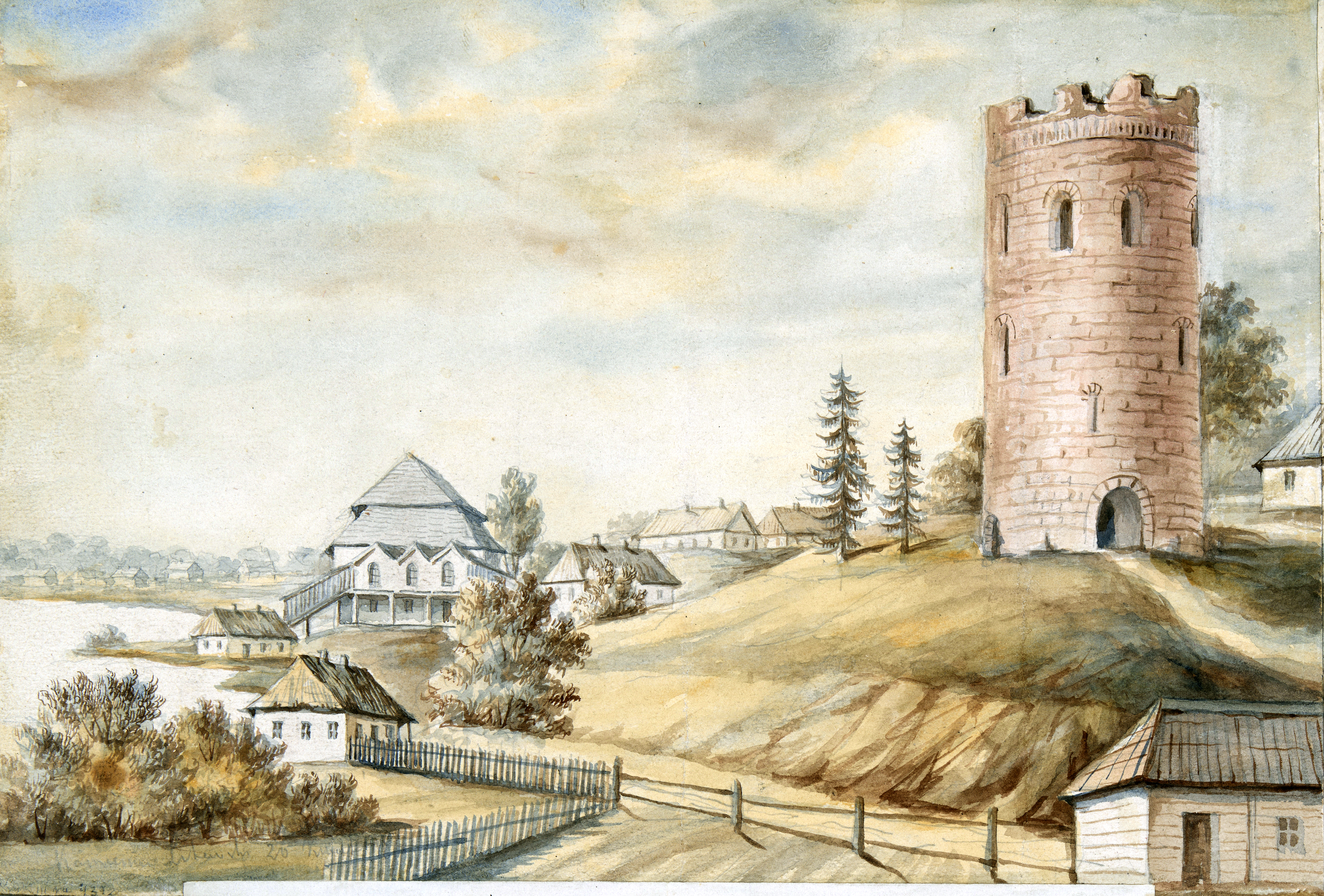
Malba Napoleona Ordy, 1876
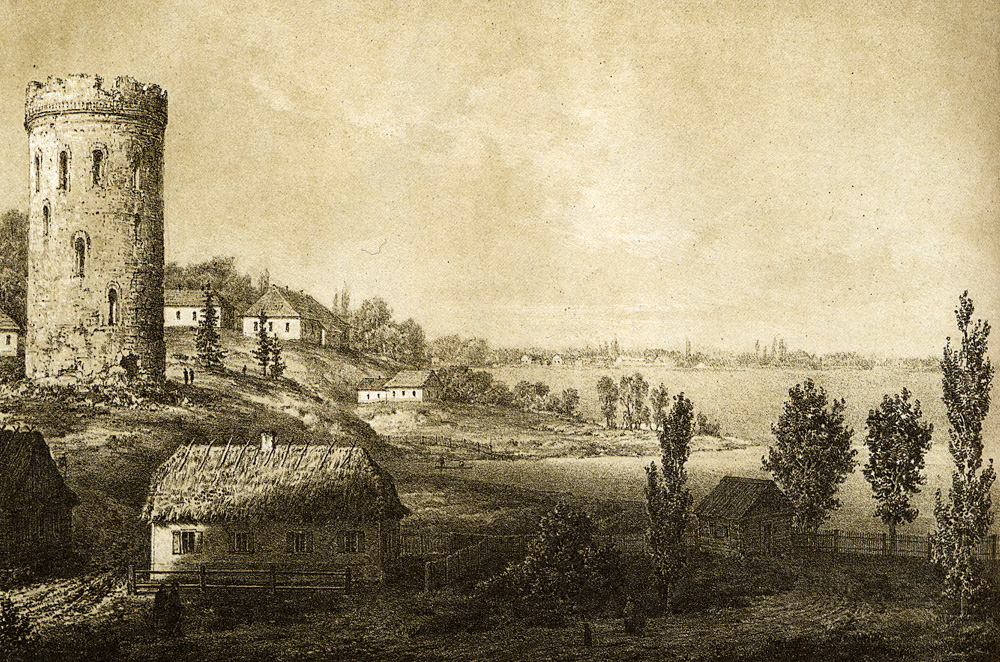
Litografie Napoleona Ordy, 1876
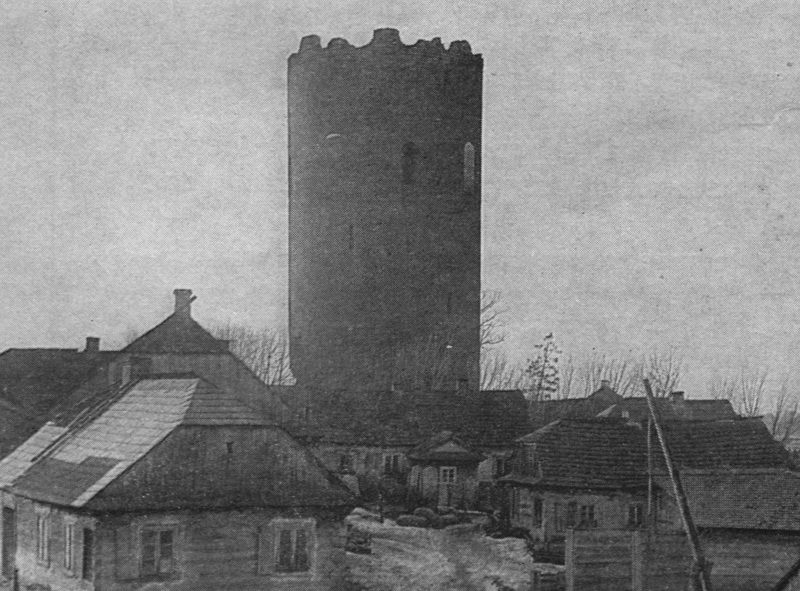
Fotografie věže
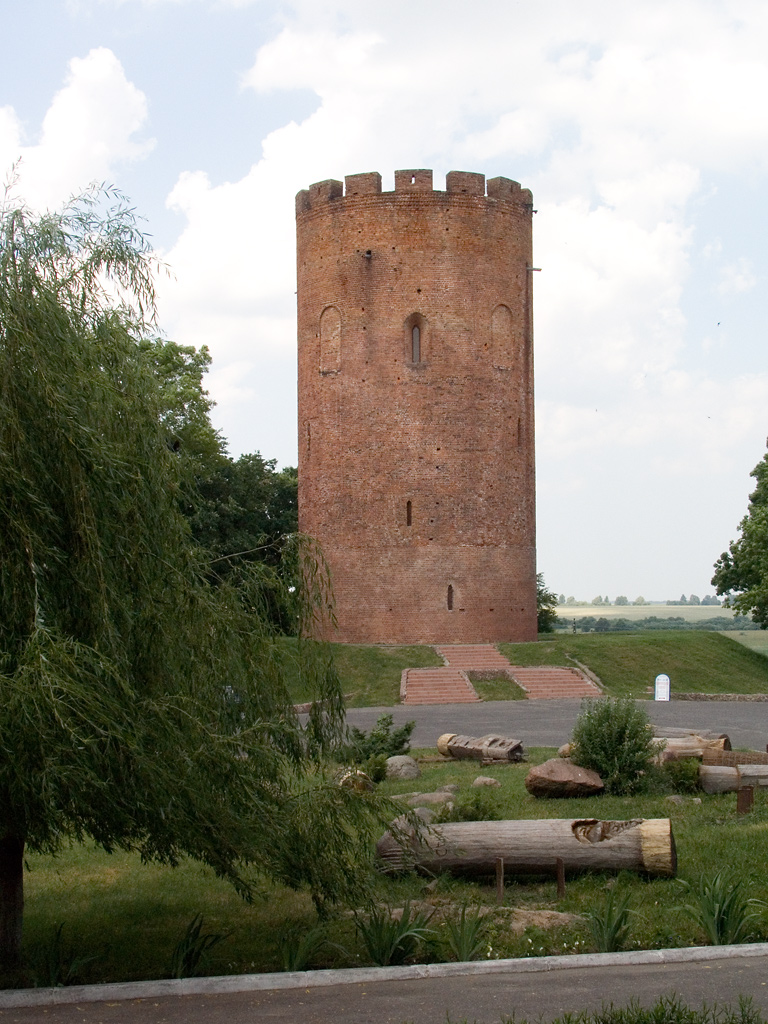
Kamjaněcká věž dnes